# Chaetabraeus kanaari
Chaetabraeus kanaari är en skalbaggsart som beskrevs av Yves Gomy 1992. Chaetabraeus kanaari ingår i släktet Chaetabraeus och familjen stumpbaggar. Inga underarter finns listade i Catalogue of Life.